# Xian de Fengjie
Le xian de Fengjie (en chinois : 奉节县 ; pinyin : Fèngjié Xiàn) est une subdivision de la municipalité de Chongqing en Chine.

## Géographie
Sa superficie est de 4 087 km2

## Changements liés au barrage des Trois Gorges

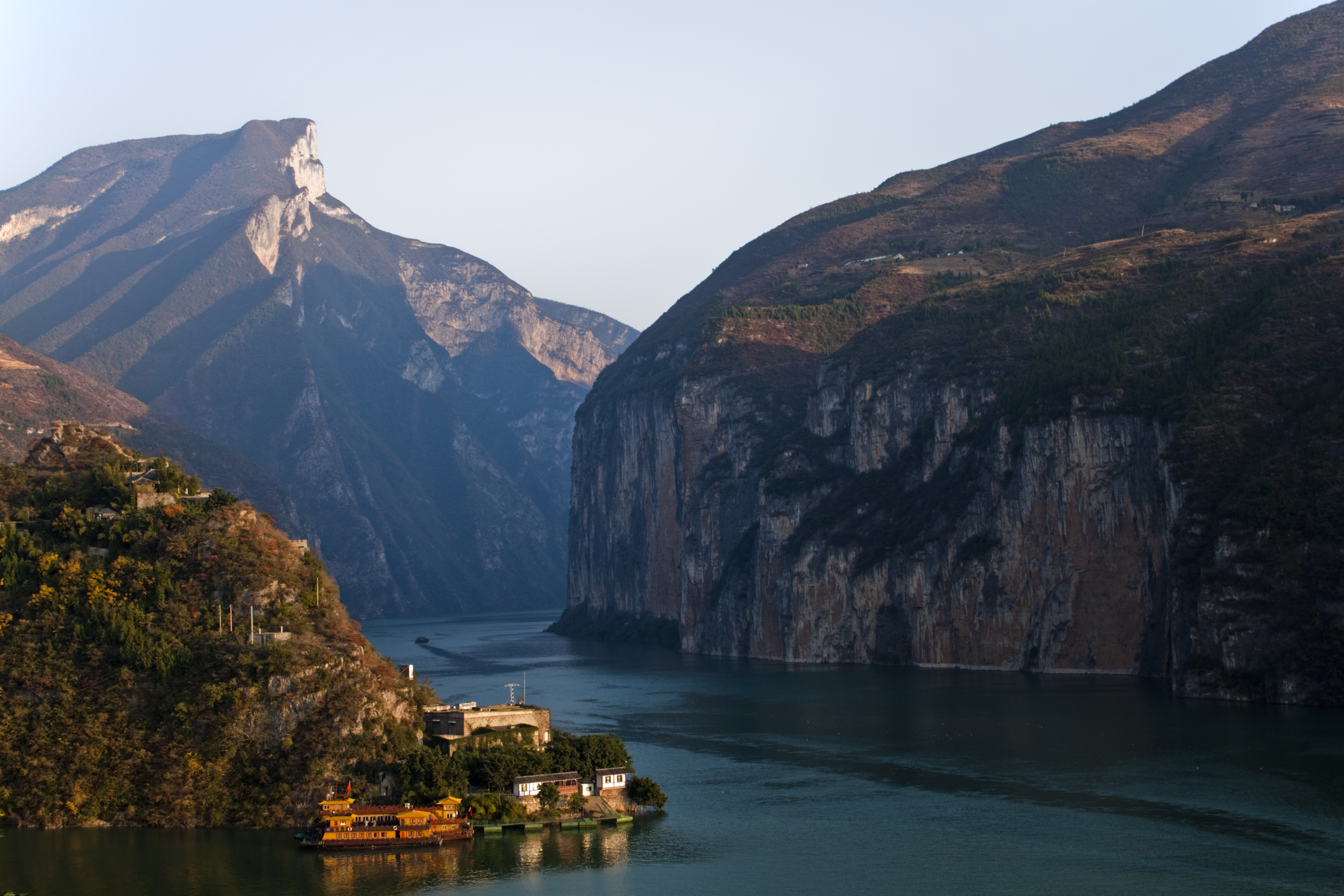
Paysage printanier des gorges de Qutang

L'ancienne ville de Fengjie, située sur le Yangzi (Chang Jiang), en amont du barrage des Trois Gorges, a été submergée à la suite de la construction du barrage. La plupart de ses habitants ont été relogés dans la ville nouvelle de Sanmashan, à plus de 20 km en amont.
La nouvelle église catholique Saint-Jude de Fengjie a été bâtie à 4 km en aval de l'ancienne Fengjie, à proximité d'une zone d'intérêt touristique, obéissant en cela à la politique du gouvernement chinois visant à développer le tourisme, mais elle est éloignée des nouveaux lieux de vie des catholiques.

## Démographie
La population du district était de 990 469 habitants en 1999, et de 1 002 000 en 2004.

## Culture
La petite localité de Baidi, à quelques kilomètres à l'est de la ville de Fengjie, abrite de nombreuses reliques culturelles.
C'est à Fengjie qu'a été tourné début 2006 le film Still Life de Jia Zhangke, Lion d'or à la 63e Mostra de Venise.

### Sources
- Géographie : (zh) Page descriptive (Phoer.net)
- (en) « Codes postaux de la municipalité de Chongqing »(Archive.org • Wikiwix • Archive.is • Google • Que faire ?)